# Memphis Grizzlies
A Memphis Grizzlies a Tennessee állambeli Memphis város profi kosárlabdacsapata, amely az NBA-ben játszik.

## Története

### Alapítás és vancouveri évek (1995–2001)
A csapat 1995-ben alakult Vancouverben, Kanadában, a Toronto Raptorsszal együtt, az NBA kanadai terjeszkedésének részeként. Az első években a Grizzlies gyenge teljesítményt nyújtott, és hat szezon alatt mindössze 101 győzelmet szerzett 359 vereség mellett, amely 22%-os győzelmi arányt jelentett.  A gyenge eredmények és az alacsony nézőszám miatt a csapat tulajdonosai a költözés mellett döntöttek.

### Költözés Memphisbe (2001)
2001-ben a Grizzlies Memphisbe költözött, és ezzel az első nagyobb profi sportcsapat lett a városban. A költözést követően a csapat fokozatosan javuló teljesítményt mutatott, és 2004-ben először jutott be az NBA-rájátszásba.

### A „Grit and Grind” korszak (2010–2019)
Ez az időszak a csapat kemény védekezéséről és erőszakos játékstílusáról vált ismertté, olyan kulcsjátékosok vezetésével, mint Marc Gasol, Zach Randolph, Mike Conley és Tony Allen. A Grizzlies rendszeresen bejutott a rájátszásba, és 2013-ban elérte a nyugati főcsoport döntőjét, ahol azonban alulmaradtak.

### Újjáépítés és a Ja Morant-korszak (2019–napjainkig)
A 2019-es NBA-drafton a Grizzlies a második helyen választotta ki Ja Morantot, aki gyorsan a csapat vezérévé vált. Az ő irányításával a csapat ismét versenyképes lett, és 2021-ben, a play-in tornán keresztül bejutott a rájátszásba. A 2021–2022-es szezonban a Grizzlies 56 győzelemmel a nyugati főcsoport második helyén végzett, és a rájátszás második köréig jutott.